# لمور موشی قرمز-خاکستری
 لمور موشی قرمز-خاکستری (نام علمی: Microcebus griseorufus) نام یک گونه از سرده لمورهای موشی است.